# Joaquim Adrego Andrade
Joaquim Adrego Andrade nascido a 16 de agosto de 1969 em Sangalhos é um ex ciclista português. A sua última equipa foi a LA-Rota dos Móveis, no qual se retirou em 2009. Profissional desde 1989, foi campeão de Portugal de contrarrelógio (2002 e 2003) e campeão de Portugal em estrada (2005). Também tem ganhado a Volta ao Algarve, a Volta ao Alentejo e o Tour de Poitou-Charentes.
Tem o recorde de participações na Volta a Portugal (21) e em 2010 foi eleito presidente da Associação Portuguesa de Ciclistas Profissionais.

## Palmarés
| - 1989 - 1 etapa do GP Torres Vedras - 1 etapa da Volta a Portugal - 1990 - Porto-Lisboa - 1991 - Volta ao Algarve - 1995 - 1 etapa da Volta ao Alentejo - 1 etapa do G. P. Jornal de Notícias - 1 etapa da Volta a Portugal - 1997 - Tour de Poitou-Charentes mais 1 etapa - 1998 - 3.º no Campeonato de Portugal Contrarrelógio - 1999 - 2.º no Campeonato de Portugal Contrarrelógio | - 2000 - 2.º no Campeonato de Portugal Contrarrelógio - 2002 - Campeonato de Portugal Contrarrelógio - Volta ao Alentejo - 2003 - Campeonato de Portugal Contrarrelógio - 2004 - 1 etapa do GP Estremadura - RTP - 2005 - Campeonato de Portugal em Estrada - 2006 - 3.º no Campeonato de Portugal Contrarrelógio |

## Resultados nasGrandes Voltas

### Volta a Espanha
- 1992 : 97.º
- 1996 : 82.º